# Comuna Moșna, Sibiu
Moșna (în maghiară: Muzsna, în germană: Meschen) este o comună în județul Sibiu, Transilvania, România, formată din satele Alma Vii, Moșna (reședința) și Nemșa.

## Demografie
Componența etnică a comunei Moșna
     Români (85,68%)
     Romi (1,53%)
     Alte etnii (1,67%)
     Necunoscută (11,13%)
Componența confesională a comunei Moșna
     Ortodocși (80,03%)
     Penticostali (3,78%)
     Alte religii (4,66%)
     Necunoscută (11,53%)
Conform recensământului efectuat în 2021, populația comunei Moșna se ridică la 2.939 de locuitori, în scădere față de recensământul anterior din 2011, când fuseseră înregistrați 3.335 de locuitori. Majoritatea locuitorilor sunt români (85,68%), cu o minoritate de romi (1,53%), iar pentru 11,13% nu se cunoaște apartenența etnică. Din punct de vedere confesional, majoritatea locuitorilor sunt ortodocși (80,03%), cu o minoritate de penticostali (3,78%), iar pentru 11,53% nu se cunoaște apartenența confesională.

## Politică și administrație
Comuna Moșna este administrată de un primar și un consiliu local compus din 13 consilieri. Primarul, Dumitru-Gabriel Nuțu[*], de la Partidul Național Liberal, este în funcție din octombrie 2020. Începând cu alegerile locale din 2024, consiliul local are următoarea componență pe partide politice:
|  | Partid                          | Consilieri | Componența Consiliului | Componența Consiliului | Componența Consiliului | Componența Consiliului | Componența Consiliului |
|  | ------------------------------- | ---------- | ---------------------- | ---------------------- | ---------------------- | ---------------------- | ---------------------- |
|  | Partidul Național Liberal       | 5          |                        |                        |                        |                        |                        |
|  | Partidul Social Democrat        | 3          |                        |                        |                        |                        |                        |
|  | Alianța pentru Unirea Românilor | 3          |                        |                        |                        |                        |                        |
|  | Partidul Puterii Umaniste       | 1          |                        |                        |                        |                        |                        |
|  | Itigan Mihai-Mircea             | 1          |                        |                        |                        |                        |                        |

## Monumente
- Biserica ortodoxă română din satul Moșna, construcție din anul 1841;
- Biserica română unită din satul Moșna, construcție din anul 1841;
- Biserica evanghelică-luterană din Moșna, construcție secolul al XV-lea
- Biserica evanghelică-luterană din satul Alma Vii, construcție secolul al XIV-lea
- Biserica evanghelică fortificată din satul Nemșa

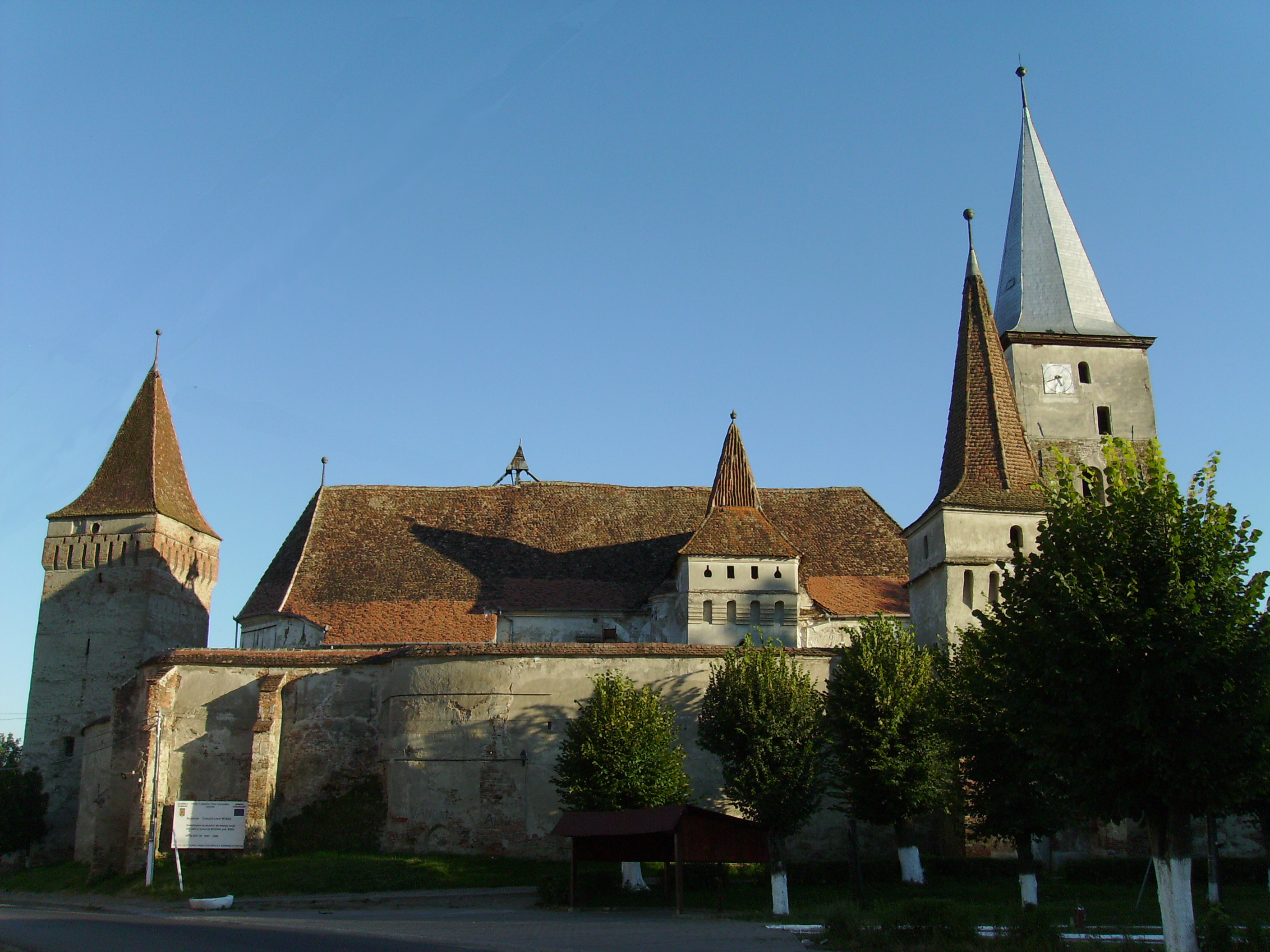
Biserica Evanghelică fortificată din Moșna

Principala atracție turistică a comunei este Biserica Evanghelică din Moșna, situată în centrul istoric al satului, lângă primărie, școală și parc pe malul pârâului Moșnei.
Biserica are fortificații sub forme de ziduri și turnuri de apărare, prezente și în ziua de azi în condiții bune, după mai multe renovări. Biserica deține date istorice ale satului, un ghid gratis al biserici oferă mai multe curiozități istorice. 
Regele Charles al treilea, în prima vizită a sa în România în anul 1998, a vizitat satul pentru a vedea cultura săsească vibrantă și istoria satului, documente despre vizita sa rămân în biserică. Din 1998 în prezent, regele a promovat turismul în Transilvania, mai ales pentru alpiniști.

## Primarii comunei
- 1996[7] - 2000 - Lorenczi Ludovic, de la Partidul Liberal 1993
- 2000[8] - 2004 - Roba Eugen, de la PNR
- 2004[9] - 2008 - Roba Eugen, de la PSD
- 2008[10] - 2012 - Roba Eugen, de la PSD
- 2012[11] - 2016 - Roba Eugen, de la USL
- 2016[12] - 2020 - Roba Eugen, de la PSD